# The Court of Death
The Court of Death è un cortometraggio muto del 1914 diretto da Francis J. Grandon.
È il tredicesimo e ultimo episodio, conosciuto anche con il titolo completo The Adventures of Kathlyn 13: The Court of Death, del serial The Adventures of Kathlyn.

## Produzione
Il film fu prodotto dalla Selig Polyscope Company.

## Distribuzione
Distribuito dalla General Film Company, il film - un cortometraggio in due bobine - uscì nelle sale cinematografiche statunitensi il 15 giugno 1914.